# 大阪ウイング硬式野球クラブ
大阪ウイング硬式野球クラブ（おおさかウイングこうしきやきゅうクラブ）は、大阪府大阪市に本拠地を置き、日本野球連盟に加盟している社会人野球のクラブチームである。

## 概要
1998年6月に結成されたが、日本野球連盟に所属したのは2000年1月からである。
資金面・環境面での支援はほぼ皆無であり、在籍選手の自己出資で独立運営している。

## 設立・沿革
- 1998年6月 - 創部
- 2000年1月 - 日本野球連盟に加盟